# Pierre Jean Claude Mauduyt de La Varenne
Pierre Jean Claude Mauduyt de la Varenne est un médecin et un naturaliste français, né en 1732 à Paris, où il est mort le 28 août 1792. Il s’intéresse à l’utilisation curative de l’électricité, et a laissé sur ce sujet divers mémoires où il relate ses expériences afin de soigner les rhumatismes, la paralysie, l'épilepsie, etc.

## Biographie
Fils d'un avocat au Parlement de Paris, François-Pierre Mauduyt de La Varenne, et de sa femme Marie-Jeanne Loverjat, il étudie à l'université de Paris, obtenant le grade de maître ès arts, puis la licence et le doctorat de médecine (1758-1760). Docteur-régent de la Faculté de Médecine de Paris, il est élu, en   1776, membre associé et directeur de la Société royale de médecine, nouvellement créée.
Inspiré par les expériences populaires de l'abbé Nollet et son « carillon » électrique, il s'attache d'abord à la conception d'un électromètre permettant de mesurer la quantité d'électricité délivrée à un organisme vivant. Il utilise comme source une bouteille de Leyde (qu'il appelle « bouteille de Lade ») munie d'un éclateur réglable, permettant de  graduer le nombre et l'intensité des charges électriques : l'éclateur est composé de deux contacts cuivrés en forme de cloche,  qui par électrisation déplacent latéralement un pendule (dit « battant »). La mesure de l’écartement du battant à l'aide d'une règle permet à Mauduyt de quantifier la charge électrique. Fort de cet instrument, il consigne ses observations sur l'électricité atmosphérique dans un mémoire Sur le Moyen de mesurer l'électricité et de joindre ce genre d'observation aux observations météorologiques inspiré des essais de Benjamin Franklin et de Dalibard. Il ne fait pour l'essentiel que confirmer certaines observations de l'abbé Nollet .
Mais à partir de 1777, ses recherches s'orientent plus spécifiquement sur l'électrothérapie : le 7 octobre 1777, il donne lecture à la Société royale de médecine d'un mémoire « sur l'électricité, considérée relativement à l'économie animale et à l'utilité dont elle peut être en médecine. » En 1779, il a déjà traité chez lui, rue Neuve-Saint-Etienne (faubourg Saint-Marcel), 82 patients par électrisation. Dans un compte-rendu publié cette année-là, il répertorie ses observations par nature  de l'affection soignée : paralysie, stupeurs ou engourdissements, rhumatismes goutteux, surdité, maladies des yeux, épanchement du lait, suppression ou défaut de règles. Il donne, entre autres indications, la  durée du traitement et les résultats observés : les moins bons concernent « l'absence ou le dérèglement du flux menstruel. »
Mauduyt était passionné d'ornithologie et il a développé des méthodes de conservation des oiseaux très utilisées à l'époque, mais critiquées par la suite, car le soufre finissait par ronger les peaux. Il a contribué à la monumentale Histoire des Oiseaux de Buffon, ainsi qu'à l’Encyclopédie méthodique de Panckouke. Son cabinet de curiosités était renommé et fréquenté par des naturalistes comme François Levaillant (1753-1824) et André Michaux (1746-1802).

## Publications
- « L'étude de la nature. Épître à Madame...» (1771), chez Demonville à Paris. Pièce pour le prix de l'Académie française en 1771.
- « Mémoire extrait des journaux de quatre malades traités pendant cinq mois par l'électricité » (compte-rendu du 26 novembre   1777 à l'Académie royale des sciences).
- « Nouvelles observations »  présentées à l'Académie le 20 décembre 1777.
- « Résumé du journal du traitement de vingt-neuf malades par l'électricité », (lue à l'Académie royale des sciences le 10 avril 1778).
- « Sur les précautions nécessaires relativement aux malades qu'on traite par l'électricité », Journal de médecine,‎ avril 1778.
- Extraits des journaux tenus pour quatre-vingt-deux malades qui ont été électrisés, lus dans  les  séances   de la Société royale de médecine, Paris, Philippe-Denis Pierres, Imprimeur du Roi et de la Société Royale, 1779.
- « Traitements   par  l'électricité   en   1777-78  », Archives de la Société royale de médecine.
- « Avis  sur  l'électricité   médicale  »,  Paris,  imprimerie   de  P.-D.  Pierres,  1781.
- « Du mécanisme animal et de l'utilité du rapprochement des écoles de la médecine humaine et de la médecine vétérinaire »,   Mémoire   lu   en   la   séance   publique   de la Société royale de médecine du   31  août   1791.
- « Rapport sur une maladie qui a régné parmi les cerfs de la forêt de Saint-Germain » (1780).
- « Observations sur les propriétés de l'écorce d'un arbre connu à Madagascar sous le nom de Belat Aye[4] »,  1782.
- « Sur les effets généraux, la nature et l'usage du fluide électrique considéré comme médicament », Mémoires de la Société royale de médecine.
- « Mémoire sur les différentes manières d'administrer l'électricité et observations sur les effets que ces divers moyens ont produits », Mémoires de la Société royale de médecine,‎ 1784.
- « Moyen de mesurer l'électricité et de joindre ce nouveau genre d'observation aux observations météorologiques », Mémoires de la Société royale de médecine,‎ 1784
- Poisonnier, Caille, Mauduyt, Andry, Rapport des commissaires de la Société royale de   médecine,   nommés par le Roi pour faire l'examen du magnétisme animal, Paris, Imprimerie Royale, 1784.
- « Précis des journaux tenus pour les malades qui ont été électrisés pendant l'année 1785 », Mémoires de   la Société royale de médecine,‎ 1787.
- « Mémoire sur les effets de l'électricité employée dans la cure des tremblements causés par les vapeurs de  mercure », Mémoires de la Société royale de médecine,‎ 1797
- « Rapport sur la picote de Cahors en 1788, signalée par Durand » (1789), Société royale de médecine.
- « Expériences sur la cristallisation d'un alkali fluide par l'électricité », Journal de physique, vol. 10,‎ 1777.
- (en  coll. avec Philibert Guéneau de  Montbéliard et l'abbé Gabriel Bexon) Histoire des oiseaux (éd. par Buffon).
- Discours préliminaire et plan du dictionnaire des  insectes de la Nouvelle encyclopédie méthodique (1789).